# Adalberts Bubenko
Adalberts Bubenko (Mõisaküla, 16 de enero de 1910 - Toronto, Canadá, 7 de julio de 1983) fue un atleta letón especializado en marcha atlética.
Ganó la medalla de bronce en los Juegos Olímpicos de Berlín 1936 en la distancia de 50 km marcha con una marca de 4 horas 32 minutos y 42.2 segundos, por detrás del británico Harold Whitlock y del suizo Arthur Schwab.